# Podotheca
Podotheca es un género de plantas con flores perteneciente a la familia de las asteráceas. Comprende 10 especies descritas y de estas, solo 6 aceptadas.

## Taxonomía
El género fue descrito por Alexandre Henri Gabriel de Cassini  y publicado en Dictionnaire des Sciences Naturelles [Second edition] 23: 561. 1822. 	La especie tipo es: Podotheca angustifolia (Labill.) Less. 	

## Especies
A continuación se brinda un listado de las especies del género Podotheca aceptadas hasta agosto de 2012, ordenadas alfabéticamente. Para cada una se indica el nombre binomial seguido del autor, abreviado según las convenciones y usos.
- Podotheca chrysantha (Steetz) Benth.
- Podotheca fuscescens (Turcz.) Benth.
- Podotheca gnaphalioides Graham
- Podotheca pritzelii P.S.Short
- Podotheca uniseta P.S.Short
- Podotheca wilsonii P.S.Short